# 塔什干國
塔什干國，是1784-1807年存在於塔什干和哈薩克斯坦突厥斯坦州領土上的國家。1808年，它被浩罕汗國征服並成為其中的一部分。
它是烏茲別克人尤努斯和卓在準噶爾汗國和哈薩克汗國相繼衰落後趁機獨立，該國傳三代，曾兩次與浩罕汗國衝突，1808年被浩罕攻破，成為汗國一部分。